# 1583
| [ Edytuj tabelę ]              | |
| Król Polski                    | - 1575 Anna Jagiellonka 1587 - 1575 Stefan Batory 1586 |
| Współksiążęta Andory           | - 1580 Hug Ambrós de Montcada 1586 - 1572 Henryk IV Burbon 1610                                                                                               |
| Król Anglii                    | - 1558 Elżbieta I 1603 |
| Elektor Brandenburgii          | - 1571 Jan Jerzy 1598 |
| Książę Bawarii                 | - 1579 Wilhelm V 1597 |
| Sułtan Brunei                  | - 1575 Saiful Rijal 1600 |
| Cesarz Chin                    | - 1572 Wanli 1620 |
| Król Czech                     | - 1576 Rudolf II Habsburg 1611 |
| Król Danii                     | - 1559 Fryderyk II 1588 |
| Dalajlama                      | - 1543 Sonam Gjaco 1588 |
| Cesarz Etiopii                 | - 1563 Sertse Dyngyl 1597 |
| Król Francji                   | - 1574 Henryk Walezy 1589 |
| Król Hiszpanii                 | - 1556 Filip II 1598 |
| Landgraf Hesji-Kassel          | - 1567 Wilhelm IV Mądry 1592 |
| Stadhouder Holandii            | - 1574 Wilhelm Orański 1584 |
| Szach Iranu                    | - 1577 Mohammad Chodabande 1587 |
| Państwo Wielkich Mogołów       | - 1556 Akbar 1605 |
| Cesarz Japonii                 | - 1557 Ōgimachi 1586 |
| Kalif                          | - 1574 Murad III 1595 |
| Patriarcha Konstantynopola     | - 1580 Jeremiasz II Tranos 1584 |
| Władca Korei                   | - 1567 Sŏnjo 1608 |
| Książę Kurlandii i Semigalii   | - 1561 Gotthard Kettler 1587 |
| Sułtan Maroka                  | - 1578 Ahmad al-Mansur 1603 |
| Senior Monako                  | - 1581 Karol II 1589 |
| Król Nawarry                   | - 1572 Henryk III 1610 |
| Król Norwegii                  | - 1559 Fryderyk II 1588 |
| Sułtan Omanu                   | - 1560 Abd Allah ibn Muhammad 1624 |
| Elektor Palatynatu             | - 1576 Ludwik VI 1583 - 1583 Fryderyk IV 1610 |
| Papież                         | - 1572 Grzegorz XIII 1585 |
| Książę Parmy i Piacenzy        | - 1556 Oktawiusz Farnese 1586 |
| Król Portugalii                | - 1581 Filip I 1598 |
| Książę w Prusach               | - 1568 Albrecht Fryderyk 1618 - 1578 Jerzy Fryderyk (regent) 1603                                                                                             |
| Car Rosji                      | - 1547 Iwan IV Groźny 1584 |
| Cesarz Rzymski (niemiecki)     | - 1576 Rudolf II Habsburg 1612 |
| Kapitanowie Regenci San Marino | - 1582 Gio. Antonio Leonardelli Francesco Giannini 1583 - 1583 Pier Matteo Belluzzi Marc'Antonio Gozi 1583 - 1583 Pier Paolo Corbelli Francesco Martelli 1584 |
| Elektor Saksonii               | - 1553 August Wettyn 1586 |
| Król Szkocji                   | - 1567 Jakub VI 1625 |
| Król Szwecji                   | - 1569 Jan III Waza 1592 |
| Król Tajlandii                 | - 1569 Maha Thammaracha Thirat 1590 |
| Sułtan Turków                  | - 1574 Murad III 1595 |
| Doża Wenecji                   | - 1578 Nicolò da Ponte 1585 |
| Król Węgier                    | - 1576 Rudolf II 1608 |

Rok 1583 / MDLXXXIII
stulecia: XV wiek ~
XVI wiek ~
XVII wiek

lata: 1573 «
1578 «
1579 «
1580 «
1581 «
1582 «
1583
» 1584
» 1585
» 1586
» 1587
» 1588
» 1593

## Wydarzenia w Polsce
- 12 czerwca – ślub kanclerza Jana Zamoyskiego z królewską bratanicą Gryzeldą Batorówną.

## Wydarzenia na świecie
- 16 kwietnia – Mikołaj Krzysztof Radziwiłł zwany „Sierotką” wypłynął z Wenecji w towarzystwie kucharza, cyrulika, jezuity i kilkorga szlachty w pielgrzymkę do Ziemi Świętej.
- 5 sierpnia – sir Humphrey Gilbert oficjalnie ogłosił Nową Fundlandię kolonią angielską, pierwszą na kontynencie północnoamerykańskim.

- Wydano drukiem powstały ponad 1000 lat wcześniej Corpus Iuris Civilis.

## Urodzili się
- 3 marca – Edward Herbert z Cherbury, hiszpański dramaturg i poeta (zm. 1648)
- 4 kwietnia – Francesco Quaresmi, Kustosz Ziemi Świętej, franciszkanin, palestynolog (zm. 1656)
- 10 kwietnia – Hugo Grocjusz, holenderski prawnik, filozof i dyplomata (zm. 1645)
- 1 maja – Orazio Grassi, włoski architekt, matematyk i astronom (zm. 1654)
- 19 maja – Dudley Digges, angielski polityk, dyplomata i publicysta (zm. 1639)
- 20 maja – Johann Georg Jung, niemiecki drukarz, kartograf, malarz (zm. 1641)
- 16 czerwca – Axel Oxenstierna, szwedzki polityk, najbliższy współpracownik Gustawa II Adolfa (zm. 1654)
- 20 czerwca – Jacob Pontusson De la Gardie, szwedzki polityk i żołnierz (zm. 1652)
- 22 czerwca – Nils Göransson Stiernsköld, był szwedzkim wojskowym i admirałem, znanym z dowodzenia w bitwie pod Oliwą (zm. 1627)
- 20 lipca – Bartłomiej Alban Roe, święty katolicki, benedyktyn, męczennik (zm. 1642)
- 24 września – Albrecht von Wallenstein, naczelny dowódca wojsk cesarskich w wojnie trzydziestoletniej (zm. 1634)
- 28 października – Blanche Arundell, angielska arystokratka, córka Edwarda Somerseta, 4. hrabiego Worcester (zm. 1649)

- data dzienna nieznana: 
  - Antonio Marziale Carracci, włoski malarz okresu wczesnego baroku (zm. 1618)
  - Sigismondo Coccapani, włoski malarz i architekt (zm. 1642)
  - Girolamo Frescobaldi, włoski kompozytor przełomu renesansu i baroku (zm. 1643)
  - Razan Hayashi, japoński filozof neokonfucjański (zm. 1657)
  - Pieter Lastman, holenderski malarz (zm. 1633)
  - Stanisław Lubomirski, wojewoda krakowski, ruski, podczaszy wielki koronny (zm. 1649)
  - Philip Massinger, angielski dramaturg (zm. 1640)
  - Charles de Montmagny, drugi gubernator generalny Nowej Francji (zm. 1654)
  - Jean-Baptiste d’Ornano, marszałek Francji (zm. 1626)
  - Phillippe de Longvilliers de Poincy, francuski gubernator, mistrz Zakonu Kawalerów Maltańskich (zm. 1660)
  - Andrzej Szołdrski, biskup kijowski, biskup przemyski, poznański (zm. 1650)
  - Kasper Twardowski, poeta obyczjaowy, religijny, okolicznościowy wczesnego baroku (zm. 1641)
  - Johann Wiesel, niemiecki rzemieślnik wytwarzający przyrządy optyczne (zm. 1662)
  - Jan Zebrzydowski, miecznik koronny (zm. 1641)

## Zmarli
- 5 stycznia – Andrzej Górka, poseł na sejm z województwa poznańskiego (ur. 1534)
- 22 stycznia – Antonina de Bourbon-Vendôme, starsza córka Franciszka, hrabiego Vendôme, i jego żony, Marii Luksemburskiej (ur. 1493)
- 27 lutego – Izabela Grimaldi – dama Monako jako żona seniora Honoriusza I (ur. ?)
- 18 marca – Magnus inflancki – książę duński, książę Holsztynu, król Inflant (ur. 1540)
- kwiecień – Łukasz David, historyk, kanclerz bp. chełmińskiego, radca dworu księcia Albrechta (ur. 1503)
- 7 czerwca – Jakub Bieliński, duchowny rzymskokatolicki (ur. ok. 1514)
- 20 czerwca – Zofia Johansdotter Gyllenhielm, nieślubna córka władcy Szwecji Jana III Wazy (ur. 1556)
- 8 lipca – Fernão Mendes Pinto, portugalski podróżnik i poszukiwacz przygód (ur. ok. 1509)
- 25 lipca – Rudolf Acquaviva, włoski Błogosławiony Kościoła katolickiego (ur. ok. 1550)
- 19 sierpnia – Belchior Carneiro Leitão, portugalski biskup katolicki, jezuita, pierwszy biskup Makau (ur. 1519)
- 16 września – Katarzyna Jagiellonka, królowa szwedzka (ur. 1526)
- 22 października – Ludwik VI Wittelsbach (Pfalz-Simmern), palatyn i książę Palatynatu, Simmern/Hunsrück, elektor Palatynatu Reńskiego (ur. 1539)
- 30 października – Pirro Ligorio, włoski architekt, malarz, antykwarysta i projektant ogrodów (ur. ok. 1510)
- 30 listopada – Filip II (landgraf Hesji), landgraf Hesji-Rheinfels (ur. 1541)
- 15 grudnia
  - Iwan Fedorowicz – działacz kultury wschodniosłowiańskiej (ur. ok. 1510)
  - Tryfon Pieczenski – święty mnich prawosławny (ur. 1495)
- 23 grudnia – Mikołaj Factor, franciszkanin, błogosławiony (ur. 1520)
- 30 grudnia – Emanuel Alvarez, portugalski jezuita i językoznawca (ur. ok. 1526)
- 31 grudnia – Thomas Erastus, dr prof. medycyny w Bazylei (ur. 1524)
- grudzień – Orazio Alfani, włoski malarz epoki renesansu, aktywny w Palermo i Perugii (ur. 1510)

- data dzienna nieznana: 
  - Humphrey Gilbert, angielski żeglarz (ur. 1537)
  - Andriej Kurbski, jeden z najbliższych współpracowników cara Iwana IV Groźnego, dowódca wojskowy, polityk (ur. 1528)
  - Juan de Garay, hiszpański konkwistador (ur. 1528)
  - Jan Działyński (1510–1583), wojewoda chełmiński (ur. 1510)
  - Jerzy Zenowicz, polski starosta (tenutariusz) czeczerski i propojski (ur. 1510)

## Święta ruchome
- Tłusty czwartek: 17 lutego
- Ostatki: 22 lutego
- Popielec: 23 lutego
- Niedziela Palmowa: 3 kwietnia
- Wielki Czwartek: 7 kwietnia
- Wielki Piątek: 8 kwietnia
- Wielka Sobota: 9 kwietnia
- Wielkanoc: 10 kwietnia
- Poniedziałek Wielkanocny: 11 kwietnia
- Wniebowstąpienie Pańskie: 19 maja
- Zesłanie Ducha Świętego: 29 maja
- Boże Ciało: 9 czerwca